# Naniarchar Upazila
Naniarchar Upazila är ett underdistrikt i Bangladesh.   Det ligger i provinsen Dhaka, i den centrala delen av landet, 70 km nordost om huvudstaden Dhaka.
Trakten runt Naniarchar Upazila består till största delen av jordbruksmark. Runt Naniarchar Upazila är det mycket tätbefolkat, med 1 819 invånare per kvadratkilometer.